# Coupe d'Europe des vainqueurs de coupe féminine de handball 1992-1993
Navigation
Coupe des coupes 1991-1992 Coupe des coupes 1993-1994
La Coupe d'Europe des vainqueurs de coupe féminine de handball 1992-1993 est la 17e édition de la Coupe d'Europe des vainqueurs de coupe féminine de handball, compétition de handball créée en 1976 et organisée par l'EHF.

## Formule
La Coupe des Vainqueurs de Coupe est également appelée C2. Il est d’usage que les vainqueurs des coupes nationales respectives y participent. L'ensemble des rencontres se dispute en matches aller-retour, y compris la finale. 

## Résultats

### Demi-finales
| Date Aller | Club             | Aller   | Total   | Retour  | Club                    | Date Retour |
| ---------- | ---------------- | ------- | ------- | ------- | ----------------------- | ----------- |
|            | Chimistul Vâlcea | 32 - 27 | 49 - 50 | 17 - 23 | TV Giessen Lützellinden |             |
|            | Motor Zaporijia  | 10 - 18 | 22 - 31 | 12 - 13 | Rostselmash Rostov      |             |

### Finale
| Date Aller | Club                    | Aller   | Total   | Retour  | Club               | Date Retour |
| ---------- | ----------------------- | ------- | ------- | ------- | ------------------ | ----------- |
|            | TV Giessen Lützellinden | 23 - 21 | 48 - 43 | 25 - 22 | Rostselmash Rostov |             |

## Les championnes d'Europe
| Championne d'Europe des vainqueurs de coupe 1992-1993 TV Giessen Lützellinden 1er titre |